# Diccionario náutico

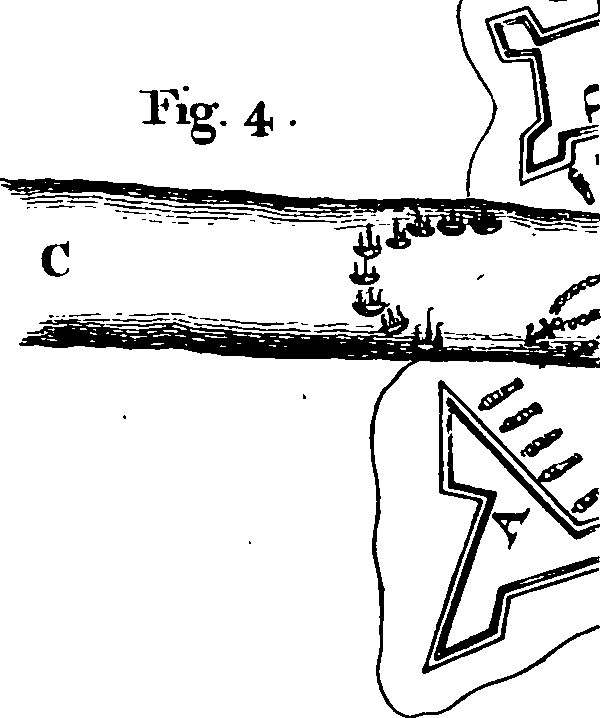
Grabado de la obra The seaman's vade-mecum and defensive war by sea.

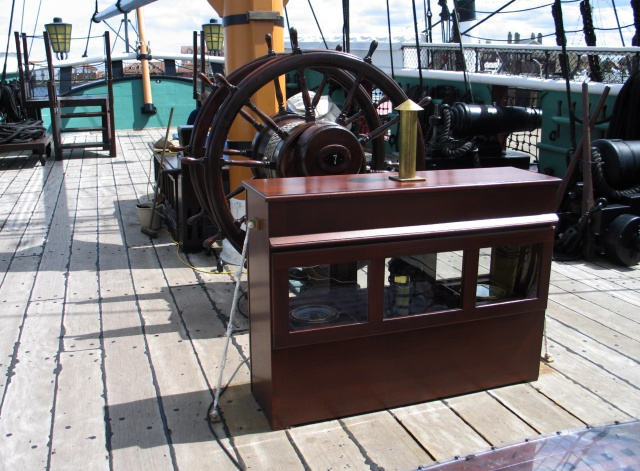
Bitácora del barco HMS Trincomalee, una fragata de vela de 1817. La chimenea de latón corresponde a la lámpara que tiene en el interior.

Un diccionario náutico es un diccionario especializado en temas marítimos y navales. Considerando que la terminología de los barcos y la navegación es muy diferente del lenguaje habitual, los diccionarios náuticos son herramientas muy  necesarias.
Entre los diccionarios náuticos monolingües, los más adecuados son aquellos que no se limitan a una simple definición sino que proporcionan explicaciones de cierta extensión que permitan la fácil comprensión de cada término. En muchas ocasiones algunas imágenes auxiliares (grabados, fotografías, planos,...) son imprescindibles. Los diccionarios que dan la equivalencia entre ambas o más lenguas son importantes para poder traducir bien un concepto dado. La posibilidad de traducir de forma incorrecta alguno de los llamados «falsos amigos» hace aconsejable la consulta en dos o tres diccionarios contrastados.

## Cronología
Un diccionario náutico es entre otras cosas, una herramienta de consulta. Es importante considerar la fecha de publicación de cada diccionario de cara a evaluar si, en cada caso, es adecuado al tipo de consultas previstas. Hay que tener siempre en cuenta la fecha del documento que contiene el término consultado. El significados de algunas palabras ha variado mucho a lo largo del tiempo.

## Tipo de obras

### Diccionarios propiamente dichos
Los diccionarios náuticos propiamente dichos son los que tratan específicamente del tema y siguen un orden alfabético.

### Diccionarios añadidos como suplemento de otras obras
Hay algunas obras relacionadas con la navegación que incluyen un diccionario náutico.

### Obras especializadas con una terminología importante
Hay algunas obras sobre temas específicos (sobre aparatos de barcos, velas, navegación...) que incluyen una terminología especializada mezclada dentro del texto general. La consulta suele ser fácil por el hecho del orden de los temas (por ejemplo: construcción del buque, forro, árboles, jarcia...). Un término concreto suele estar definido dentro del apartado correspondiente.

### Diccionarios generales
En muchos casos, el único recurso de consulta es un diccionario general. Un buen diccionario incluye la mayoría de términos náuticos.

## Casos especiales
Las lenguas oficiales y mayoritarias pueden ser consultadas en todo tipo de diccionarios y obras similares. Contrariamente, las lenguas minoritarias no disponen de tantas herramientas de consulta. En temas náuticos hay hablas y lenguas con pocos documentos a pesar de la gran importancia histórica de las mismas en el tema. Algunos casos se exponen a continuación.

### Lingua franca
La lingua franca fue durante siglos la herramienta de comunicación en los ambientes marítimos del Mediterráneo. Hay algún diccionario y varios estudios sobre el origen y la evolución de esta habla. En general son muy difíciles de consultar.
- La influencia catalana sobre la lengua franca no ha sido estudiada en profundidad.[2]
  - La obra De navigatione, de Benedetto Cotrugli, habla de las tres grandes naciones marineras de la época: venecianos, genoveses y catalanes. Y considera los catalanes los más avanzados en galeras. Las galeras tenían una chusma de cautivos forzados que, forzosamente se tenían que comunicar en lengua franca.

### Véneto
La República de Venecia fue una potencia naval durante siglos. En cuanto a la construcción naval y la navegación los venecianos aportaron soluciones particulares con un léxico especializado.
- Una aproximación a la terminología veneciana se puede consultar en una de las obras de Augustin Jal (Archéologie Navale. Volumen 2. Mémoire n.5)[3]

### Napolitano
Durante siglos la construcción naval en los astilleros de Nápoles fue muy importante. La terminología local sobre el tema debería suponerse la muy rica y bien arraigada. Desgraciadamente la documentación específica catalogada y consultable es muy escasa.

#### Diccionarios
La única manera práctica de estudiar el léxico náutico napolitano es a partir de diccionarios generales.
- Vocabolario delle parole del dialetto napoletano, che più si discostano dal dialetto toscano ,: con alcune Ricerche etimologiche sulle medesime degli ACCADEMICO Filopatridi. Ferdinando Galiani. Francesco Mazzarella hará.[6]
- Dizionario domestico napoletano y toscano. Luigi Manzo.[7]

#### Documentos
- 1694-95. Construcción de nuevo galeras.[8]
- 1838. Voyage dans l'Italie Meridionale par J.-C. Fulchiron: Royaume de Naples. [9]

### Siciliano
La construcción naval en Sicilia tuvo épocas de pujanza con astilleros que construían grandes barcos de guerra ( Dionisio el Viejo, Hierón II ). Posteriormente no parece haber documentación sobre la construcción local de construcciones de grandes desplazamientos. De cualquier manera, la construcción de pequeños barcos en astilleros artesanales está demostrada. En cuanto a la terminología náutica en siciliano, la existencia de la cual es evidente, no es de consulta fácil. El único recurso disponible son los diccionarios generales. La mayoría de los diccionarios son de contenido limitado y bajo la forma siciliano-italiano (se puede consultar la traducción de una palabra conocida, pero la consulta inversa es muy laborioso).

#### Diccionarios
- 1751. Dizionario siciliano italiano latino. Michele del Bono.[10]
- 1857. Dizionario Siciliano-Italiano. Giuseppe Biundi.[11]

### Occitano antiguo
La relación del occitano antiguo con los barcos y la navegación presenta dos vertientes principales. Por un lado hay que considerar las obras literarias que incluyen un léxico especializado en el tema. Por el otro lado, cuya construcción naval en Marsella y Villefranche-sur-Mer (con artesanos que hablaban occitano) no puede ser ignorada..

#### Documentos
- La vida de San Honorato. Raimond Feraut.[12]
- 1861. Auguste LAFORET. Étude sur la Marine des Galères. Avec plans et dessins.[13]

#### Diccionarios
- Lexique roman ou dictionnaire de la langue des troubadours: comparée avec las otros langues del Europe latine, PRECEDE de nouvelles Recherches históricas te philologiques, de un Résumé de la grammaire romane, de un nouveau choix des Poésies originales des troubadours, et de extraits de poemas diverso. François-Just-Marie Raynouard.
  - 1.[14]
  - 2.[15]
  - 3.[16]
  - 4
  - 5.[17]
  - 6.[18]
- Dictionnaire provenzal-français ou dictionnaire de la langue d'Oc, ancienne et moderne, suivi de un Vocabulaire français-provenzal. SJ Honnorat.[19]

### Francés antiguo
La lista de obras en francés antiguo es considerable. Hay un centenar de canciones de gesta francesas, sin contar otros documentos. Algunas de las canciones contienen descripciones de barcos, de sus aparatos y de algunas maniobras de navegación. La terminología asociada sería incomprensible si no fuera por los estudios de algunos expertos, que incluyeron notas explicativas del vocabulario náutico en sus transcripciones y comentarios de los textos analizados.

#### Ejemplos
- Vie de saint Gilles de Guillaume de Berneville. [20]
  - Le thème descriptif del embarquement dans le Roman de Brut de Wace te la Vie de saint Gilles de Guillaume de Berneville. Françoise Laurent.

#### Diccionarios
- Dictionnaire de la langue romane, ou du vieux langage françois. [21]

## Muestra de diccionarios náuticos

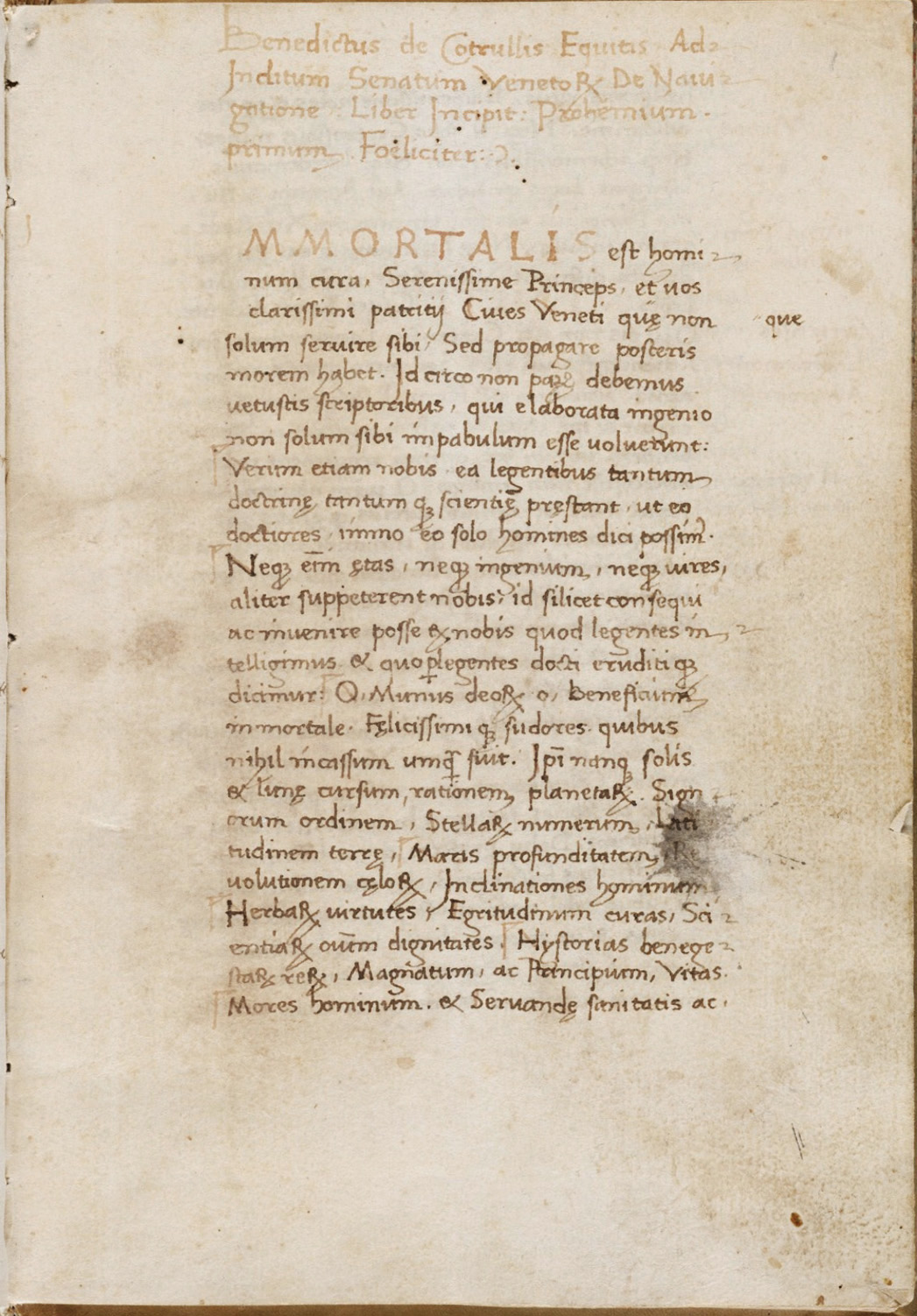
'De Navigatione Liber' 1464.

La que sigue es una lista de diccionarios (y otras obras que contienen terminología náutica) ordenada cronológicamente. No se trata de una lista exhaustiva, pero sí que puede considerarse representativa. En muchos casos la referencia adjunta permite acceder a la consulta gratuita de la obra original.

### años 1400
- 1464. Benedetto Cotrugli fue autor de un libro de navegación ( "De navigatione" ; Nápoles 1.464) que no se llegó a publicar, pero que se conserva en forma de manuscrito. Se trata de un obra que puede consultarse en una transcripción digitalizada al cuidado de Piero Falchetto . También el manuscrito original puede leerse gratis (Manuscrito Beinecke MS 557, Yale University Library, Beinecke Rare Book and Manuscript Library).

### 1500
- 1539. Arte del Mare y de los inventores de ella: con muchos avisos para los que navegan en ellas. (Valladolid 1539). Antonio de Guevara.[22]

### 1600
- 1.611. Arte para fabricar, fortificar, y apareiar naos. Tomé Cano.[23]
- 1694. Dictionnaire etymologique huevo origine la langue françoise. Gilles Ménage.[24]

### 1700
- 1702. Nicolas Aubin. Dictionaire de marine contienen las términos de la navigation te del architecture Navale. [25]
- 1720. Giuseppe Lorenzo María de Casaregi. Il consulados del mare. [26]
- 1731. Antonio de Clariana y Gualbes. Resumen náutico de lo que se practica en el teatro naval o arte de la guerra. [27][28][29]
- 1746. Pierre Bouguer. Traité du Navia. [30]
- 1.749. Leonhard Euler. Scientia Navalis. [31]
- 1.752. Marqués de la Victoria. Architectura naval antigua y moderna. [32]

- 1702. Nicolas Aubin. Dictionaire de marine contenant les termes de la navigation et de l'architecture navale.[25]
- 1720. Giuseppe Lorenzo Maria de Casaregi. Il Consolato del mare.[26]
- 1731. Antoni de Clariana i de Gualbes. Resumen náutico de lo que se practica en el teatro naval o arte de la guerra.[27][28][29]
- 1746. Pierre Bouguer. Traité du Navire.[30]
- 1749. Leonhard Euler. Scientia Navalis.[31]
- 1752. Marquès de la Victoria. Architectura naval antigua y moderna.[32]

- 1758. Duhamel du Monceau - elemens del architecture Navale. [33]

- 1761. The Seaman 's Vade-mecum and Defensive War by Sea. William Mountaineer.[34]

- 1768. Fredrik Henrik af Chapman. Architectura Navales Mercatoria. [35]
  - Tratado om Skeppsbyggeriet ( 'Tratado de Construcción Naval', 1.775 ).[36]
  - Traducción francesa, Vaisseaux, Traité de la construction das (Chapman, 1779).[37]

- 1770. Dictionnaire de architecture, civile, militaire te Navale, antique, ancienne et moderne. Charles François Roland le Virloys.[38]

- 1771. Jorge Juan. Examen marítimo teórico práctico. [39]
  - Traducción francesa.[40]
  - Traducción italiana.[41]

- 1778. Matus, Description del Arte de la (Romme, 1778).[42]

- 1783. Daniel Lescallier. Vocabulaire diciembre términos de marine anglois te françois, en deux parties; Orne...

- 1792. Charles Romme. Dictionnaire de la marine francoise: avec figuras [43]

- 1795. Conversaciones de Ulloa cono sobre tres Hijos en Servicio de la marina instructivas y curiosas. Antonio de Ulloa.[44]

### 1800

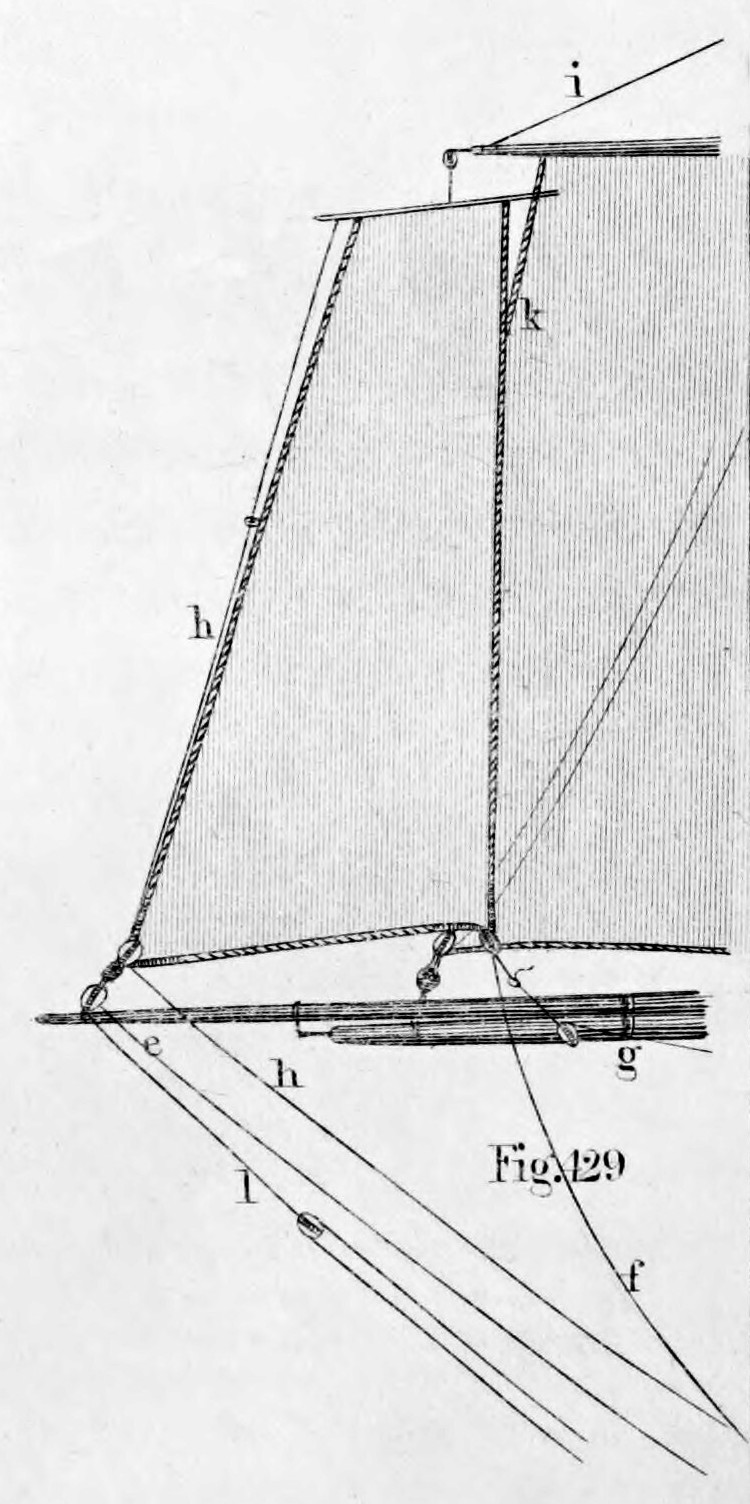
Colocación de una ala.

- 1802. The Nautical Nomenclator; Oro, Dictionary of the British Navy. [45]
- 1813. Simone Stratico.
  - Vocabolario di marina in tre lingue. Volumen 1.[46]
  - Vocabolario di marina in tre lingue. Volumen 2.[47]
- 1819. Darcy LEVER. The Young Sea Officer s Sheet Anchor; oro, en Key to the leading of Rigging. . . [48]
- 1819. An Essay Upon Marine Evidence ,. . . To which is Added a Glossary of Sea Terms, which Frequently occurre in Marine Pleadings . Frederick Miles Van Heythuysen.[49]
- 1829. Louis Marie Joseph O'hier de Grandpré. Répertoire Polyglotte de la marine. [50]
- 1.829. Dizionario del dialetto Veneziano. Giuseppe Boerio.[51]
- 1830. A New and Universal Dictionary of the Marine. William Falconer.[52]
- 1831. Diccionario marítimo español. Timoteo O'SCANLAN, Manuel del CASTILLO, Martin FERNANDEZ DE NAVARRETE.[53]
- 1831. Diccionario marítimo español. Martín Fernández de Navarrete.[54]
- 1.832. Vocabolario nautico italiano. Francesco Corazzini.
  - Volumen 1.[55]
  - volumen 2
  - volumen 3
  - volumen 4
  - volumen 5
  - volumen 6

- 1841. The Seaman s Friend. Richard Henry Dana[56]
- 1841. Catechismo nautico para uso delle scuole di Navigazione. Arcangelo Scotto Lachianca.[57]
- 1841. Naval Text-Book. Letters to the Midshipmen of the United States Navy donde masting, rigging, and managing vessels of war .[58]
- 1847. Robert Kipping. The elementos of sailmaking [59][60]
  - La obra de Kipping fue traducida en castellano por el entonces teniente de navío menorquín Pere Riudavets y Tudury con complementos interesantes sobre aparatos de vela latina.

- 1848. Augustin Jal.
  - Glosario Nautique. Volumen 1.[61]
  - Glosario Nautique. Volumen 2.[62]
- 1848. An English and Hindostanee Naval Dictionary of technical terms and sea phrases. Thomas Roebuck.[63]

- 1848. The Sailor s Horn-Book for the Law of Storms. Henry Piddington.[64]

- 1855. Novo diccionario da Marinha de guerra y mercante, contendría todos hueso termos maritimos, astronómicos, construcção, y artillería naval, como um appendice instructivo de tudo que deve saber a gente do mar. Antonio Gregorio de Freitas.[65]

- 1856. Joan Monjo i Pons . Curso metódico de arquitectura naval aplicada a la construcción de buques mercantes. [66]
- 1859. Le langage desde Marín, Recherches históricas te criticas sur le Vocabulaire maritime. [67]

- 1858. F. Santallier, Morel-Fatio Sur la Jetée. Piloto del étranger dans le Havre et ses environs . . Texto. . . [68]

- 1859. Le langage des marins, recherches historicas te criticas sur le vocabulaire maritime .[67]

- 1859. Dictionnaire de marine à voiles te à Vapeur. Pierre Marie Joseph de Bonnefoux.[69]

- 1861. Manovra Navale. Luigi afincados.[70]
- 1863. The seaman's manual. Richard Henry Dana.[71]
- 1.863. Nautical Dictionary. Arthur Young.[72]
- 1864. Diccionario marítimo español: que además de las voces de navegación y maniobra en los buques de vela, contiene las equivalencias en francés, inglés é italiano, y las mas usadas en los buques de vapor ,. . . Gonzalo de Murga y Martín Ferreiro y Peralta.[73]
- 1865. Mariner 's Friend and Technical Dictionary in Ten Languages. Karel Pieter Ter Reehorst.[74]
- 1866. Dizionario di marinería militare italiano-francese e francese-italiano. Giuseppe Baron Parrilli.[75]
- 1871. Charles Burney. The boy 's manual of seamanship and GUNNERY. [76]
- 1877. Augusto Vittorio Vecchi. Saggi storico-marinareschi di Jack La Bolina. [77]

- 1865. Louis Pierre François Adolphe marquis de Chesnel de la Charbouclais . Encyclopédie militaire et maritime: Dictionnaire des armées de terre et de ...[78]

- 1866. Dizionario di marinería militare italiano-francese y francese-italiano . Giuseppe Baron Parrilli.[75]

### 1900
- 1961. Dicionario Maritimo Brasileiro. [79]
- 1,966. Dictionnaire occitano-français de después las Parlers languedociens .
- 1984. Vocabulario marítimo catalán-castellano y castellano-catalán. José María Martínez-Hidalgo y Terán.[80]
- 1984. Diccionario náutico. Josep Maria Sigalés.[81]
- 1991. Dicionário de termos náuticos, marítimos y portuarios. Abinael Morais Leal.[82]

### 2000
- 2002. La maniobra en los veleros de cruz. Ricard Jaime Pérez.[83]
- 2007. Vocabulario náutico. Academia Valenciana de la Lengua.[84]
- 2007. Escritos recobrados. Palabras de mar. recoge terminológico . Jacinto Herrero Esteban.[85]
- 2008. TERMCAT.[86]

## Ejemplos defalsos amigos
- Misaine (francés), voile de misaine, mate de misaine.
  - En terminología actual corresponde a trinquete, vela de trinquete, árbol trinquete
  - No tiene nada que ver con media, vela de media, árbol de media
- Mouiller (francés).
  - Echar el ancla, calar el ancla, anclar.
- Varar (castellano)
  - Quitar, surgió
- Saltar (castellano)
  - Varar, varar